# Buď safe online

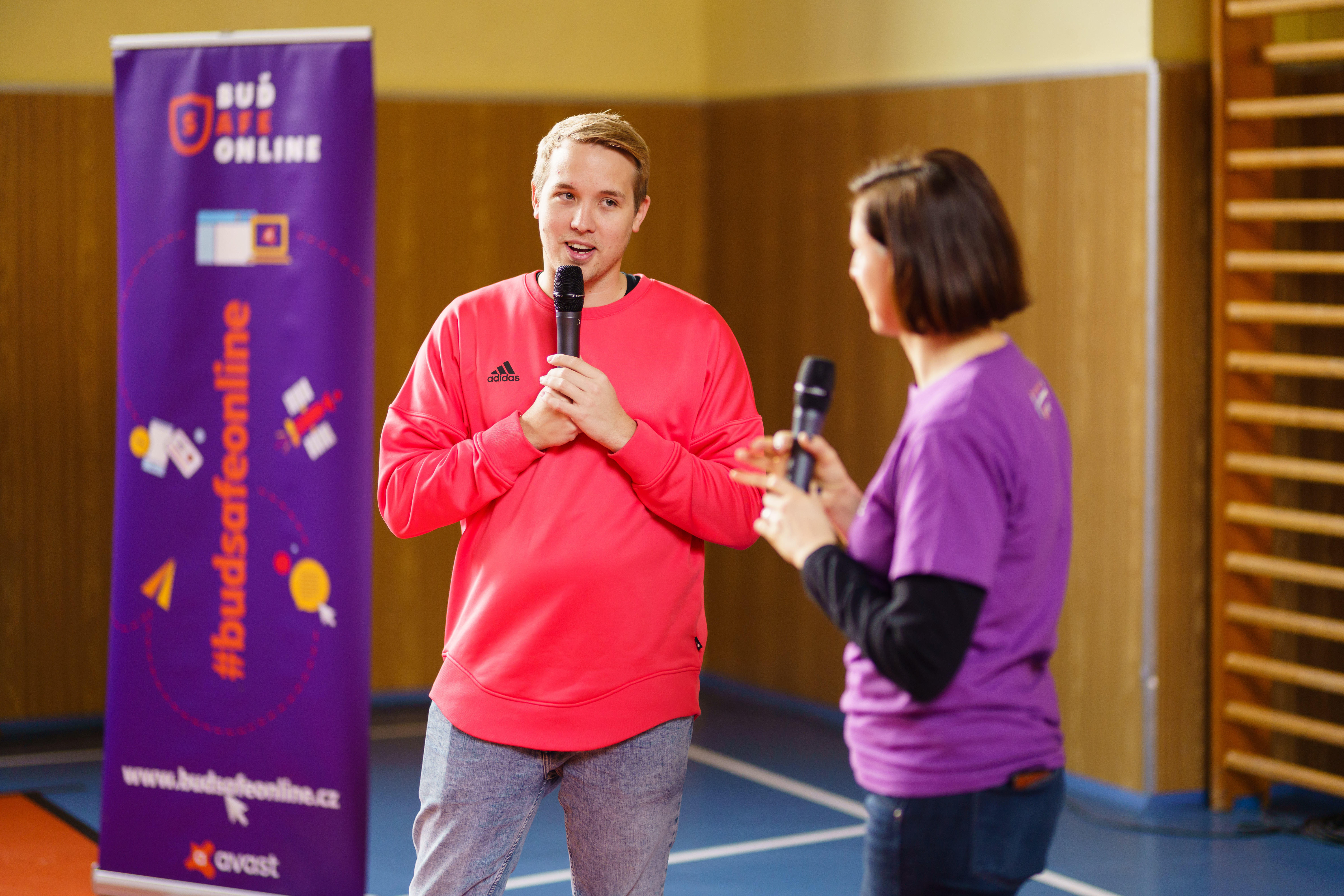
Jiří Král a jeho spolupracovnice zvaná Julka na přednášce ve škole

Buď safe online je neziskový projekt, na kterém spolupracují influencer Jiří Král a technologická společnost Avast. Projekt vzdělává žáky základních škol v oblasti počítačové bezpečnosti.
V březnu 2020 byl v rámci projektu Buď safe online představen interaktivní online kurz, který zábavnou formou učí děti, jak být na internetu v bezpečí a jak se vyhnout tam číhajícím nástrahám, jako jsou činnost hackerů a počítačová kriminalita, mimo jiné tzv. phishing.

## Historie projektu
Projekt byl oficiálně zahájen v březnu 2018. Začal jako celostátní soutěž o přednášky influencera Jiřího Krále. Každý měsíc soutěžily základní školy z vybraného regionu České republiky o Královu návštěvu a jeho přednášku o internetové bezpečnosti. Během workshopu se děti učily, jak předcházet rizikům spojeným s používáním internetu a moderních informačních technologií (IT). Paralelně k tomu vznikaly vzdělávací videové tutoriály a interaktivní kanál na Instagramu.
V březnu 2020 byl v rámci projektu Buď safe online uveden interaktivní online kurz, který mohou využívat i učitelé při školní výuce. V kurzu vystupují čeští influenceři Gejmr a Alkan, kteří společně s Jiřím Králem tento vzdělávací projekt podporují. Kurz je zaměřený na prevenci v oblasti online bezpečnosti a obsahuje témata jako bezpečná komunikace a seznamování na sítích, bezpečnost v online hrách nebo podvody na webu.
Od července 2020 je online kurz Buď safe online dostupný také na Slovensku, kde projekt podporují influenceři Matěj Slažanský (zvaný Selassie) a Kelohap.

## Spolupráce a ocenění
Projekt Buď safe online má záštitu Ministerstva školství, mládeže a tělovýchovy České republiky (MŠMT) a Policie České republiky a úzce spolupracuje s Kamilem Kopeckým a projektem E-bezpečí, který je realizován „Centrem prevence rizikové virtuální komunikace“ Pedagogické fakulty Univerzity Palackého.
V roce 2020 podpořil projekt osvětovou kampaň, která doprovázela dokumentární film V síti, pojednávající o kybergroomingu. Témata online kurzu pak navázala na tento dokumentární film, který vytvořili Vít Klusák a Barbora Chalupová.
Projekt získal také řadu ocenění včetně SDGs 2019, Effie Awards 2019 a WebTop100.